# Vathí (ort i Grekland, Attika)
Vathí (Vathy) är en ort i Grekland.   Den ligger i prefekturen Nomós Piraiós och regionen Attika, i den sydöstra delen av landet, 30 km sydväst om huvudstaden Aten. Vathí ligger 48 meter över havet och antalet invånare är 1 495. Den ligger på ön Egina.
Terrängen runt Vathí är platt åt nordväst, men åt sydost är den kuperad. Havet är nära Vathí åt nordväst.  Närmaste större samhälle är Aegina, 5,2 km väster om Vathí. 